# Me casé con una bruja
Me casé con una bruja (en inglés: I Married a Witch) es una película de comedia romántica y fantástica estadounidense de 1942, dirigida por René Clair, y protagonizada por Veronica Lake como una bruja cuyo plan de venganza sale cómicamente mal, con Fredric March como contraste. La película también presenta a Robert Benchley, Susan Hayward y Cecil Kellaway. El guion de Robert Pirosh y Marc Connelly y otros escritores no acreditados, incluido Dalton Trumbo, se basa en la novela de 1941 The Passionate Witch de Thorne Smith, que murió antes de que pudiera terminarla, completada luego por Norman H. Matson.

## Sinopsis
Dos brujos en la Salem colonial, Jennifer y su padre Daniel, son quemados en la hoguera después de ser denunciados por el puritano Jonathan Wooley. Sus cenizas fueron enterradas debajo de un árbol para aprisionar a sus espíritus malignos. En venganza, Jennifer maldice a Wooley y a todos sus descendientes varones, condenándolos siempre a casarse con la mujer equivocada.
Pasan los siglos. Generación tras generación, los hombres Wooley se casan con mujeres crueles y astutas. Finalmente, en 1942, un rayo parte el árbol, liberando los espíritus de Jennifer y Daniel. Descubren a Wallace Wooley, que vive cerca y se postula para gobernador, en vísperas de casarse con la ambiciosa y malcriada Estelle Masterson, cuyo padre, J.B., resulta ser el principal patrocinador político de Wooley.
Inicialmente, Jennifer y Daniel se manifiestan como estelas verticales de humo blanco, que ocasionalmente se esconden en botellas de alcohol vacías o, a veces, no tan vacías. Jennifer persuade a Daniel para que conjure un cuerpo humano para ella con el que pueda atormentar a Wallace. Daniel necesita un fuego para realizar el hechizo, por lo que incendia un edificio, lo suficientemente apropiado, el Pilgrim Hotel. Esto tiene un doble propósito, ya que Jennifer lo usa para que Wallace, que pasaba por ahí, la rescate de las llamas.
Jennifer se esfuerza por seducir a Wallace sin magia. Aunque se siente fuertemente atraído por ella, se niega a cancelar su boda. Ella prepara una poción de amor, pero su plan sale mal cuando una pintura cae sobre ella. Wallace la revive dándole la bebida que ella había preparado para él.
Daniel conjura un cuerpo para sí mismo. Luego, él y Jennifer acuden a la boda sin estar invitados, aunque tienen propósitos contradictorios. Daniel odia a todos los Wooleys e intenta evitar que su hija ayude a uno de ellos. Sus intentos de interferencia lo llevan a la cárcel, demasiado borracho para recordar el hechizo que convirtió a Wallace en una rana. Mientras tanto, Estelle encuentra a la pareja abrazándose y la boda se cancela. Indignado, J.B. promete denunciar al candidato en todos sus periódicos. Wallace finalmente admite que ama a Jennifer y se fugan.
Jennifer luego trabaja horas extras con su brujería para rescatar la carrera política de Wallace. Ella evoca pequeñas nubes de humo blanco de lavado de cerebro que «convencen» a todos los votantes de que apoyen a Wallace, y él es elegido de forma aplastante, donde ni siquiera su oponente vota por sí mismo. El voto unánime por él convence a Wallace de que ella es una bruja. Disgustado, Daniel despoja a su hija de sus poderes mágicos y jura devolverla al árbol que los aprisionó.
Presa del pánico, Jennifer interrumpe el discurso de victoria de Wallace y le ruega que la ayude a escapar. Desafortunadamente, el taxi en el que se suben para escapar es conducido por Daniel, quien los lleva en un vuelo de regreso al árbol. Al filo de la medianoche, Wallace se queda con el cuerpo sin vida de Jennifer, mientras dos columnas de humo observan. Antes de regresar al árbol, Jennifer pide ver el tormento de Wallace. Mientras Daniel se regodea, Jennifer recupera su cuerpo y le explica a Wallace: «El amor es más fuerte que la brujería». Rápidamente vuelve a poner la tapa de la botella de licor en la que se esconde su padre, manteniéndolo borracho e impotente. Años después, Wallace y Jennifer tienen hijos, y el ama de llaves entra para quejarse de su hija menor, quien entra fingiendo montar una escoba, a lo que Jennifer comenta que «vamos a tener problemas con esa».

## Reparto

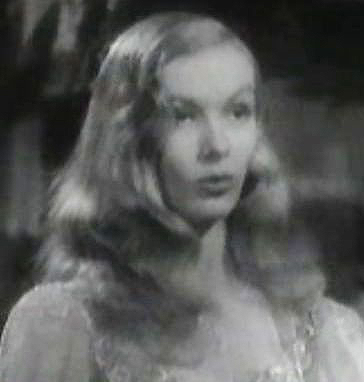
Veronica Lake como Jennifer.

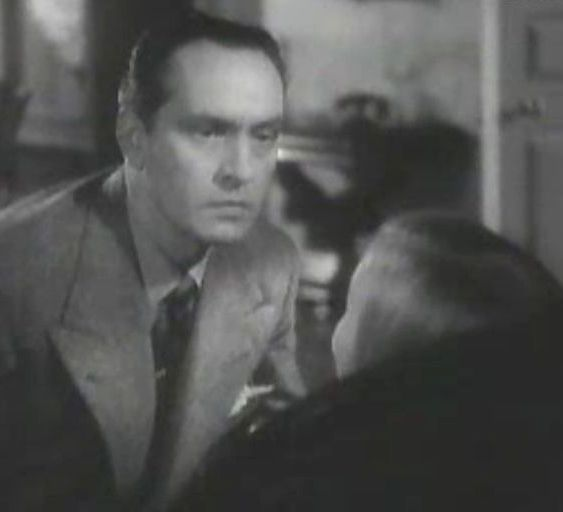
Fredric March como Wallace Wooley.

- Fredric March como Jonathan Wooley, Nathaniel Wooley, Samuel Wooley y principalmente Wallace Wooley;
- Veronica Lake como Jennifer;
- Cecil Kellaway como Daniel;
- Susan Hayward como Estelle Masterson;
- Robert Benchley como el doctor Dudley White, amigo de Wooley;
- Elizabeth Patterson como Margaret, ama de llaves de Wooley;
- Eily Malyon como Tabitha Wooley;
- Robert Warwick como J.B. Masterson;
- Mary Field como Nancy Wooley;
- Nora Cecil como Harriet Wooley;
- Ann Carter como Jennifer Wooley;
- Aldrich Bowker como el juez de paz;
- Wade Boteler como el policía (sin acreditar);
- Robert Homans como el jefe de bomberos (sin acreditar).

Notas de reparto
Preston Sturges se desempeñó como productor de esta película, hasta que se fue debido a diferencias artísticas con el director, y algunos miembros regulares de su «sociedad anónima» no oficial de actores de carácter aparecen en ella, incluidos Al Bridge, Chester Conklin, Florence Gill, Bess Flowers, Robert Greig, Esther Howard, Charles R. Moore y Emory Parnell.

## Producción
La novela en la que se basa la película fue escrita principalmente por Thorne Smith, quien murió en 1934. Entre sus trabajos figuraba una novela inacabada titulada The Passionate Witch. Luego de tres cuartas partes completas, su resolución fue escrita por su amigo Norman Matson y se publicó en julio de 1941. El libro se convirtió en un éxito de ventas.
Me casé con una bruja fue producida por Paramount Pictures y tenía el título provisional de He Married a Witch. El director René Clair buscaba un nuevo proyecto después de su primera película estadounidense, The Flame of New Orleans (1941), tras lo cual su agente le envió una copia de The Passionate Witch. Clair se lo llevó a Preston Sturges, quien luego se lo mostró a Paramount, y fue quien convenció a Clair y al estudio de que sería una buena película para Veronica Lake, con Sturges como productor. Paramount compró los derechos de la película en octubre de 1941. Se contrató a Dalton Trumbo para escribir el guion.
Robert Pirosh fue llamado para trabajar en el guion con Trumbo. Trumbo dejó el proyecto después de chocar con Sturges. El propio Sturges dejó la película antes de que se terminara debido a diferencias artísticas con el director René Clair, y no quiso recibir un crédito en la pantalla. Clair, quien también contribuyó al diálogo, aparentemente trabajó en estrecha colaboración con el escritor Robert Pirosh.
Se anunció originalmente que Joel McCrea interpretaría al protagonista masculino en diciembre de 1941. Sin embargo, en febrero de 1942, se retiró del proyecto; más tarde dijo que esto se debía a que no quería volver a trabajar con Veronica Lake, después de no llevarse bien con ella en Los viajes de Sullivan. La negativa de McCrea a realizar la película provocó que se pospusiera la producción. Esto permitió a Lake aparecer en La llave de cristal (1942).
March y Lake también tuvieron problemas, comenzando con el comentario de preproducción de March de que Lake era «un pequeño sexpot rubio sin cerebro, sin capacidad de actuación», a lo que Lake tomó represalias llamando a March un «pomposo poseur». Las cosas no mejoraron mucho durante la filmación, ya que Lake era propensa a gastar bromas pesadas a March, como esconder un peso de 40 libras debajo de su vestido para una escena en la que March tuvo que cargarla, o empujar su pie repetidamente en su ingle durante el rodaje de una toma de cintura para arriba. Patricia Morison fue considerada para el papel de Estelle y Walter Abel para Dudley. Margaret Hayes también fue considerada para la película y fue probada en pantalla.

## Recepción
La película fue una de varias películas vendidas por Paramount a United Artists en septiembre de 1942, cuando UA no tenía suficientes películas para cumplir con sus compromisos y Paramount tenía un superávit. Fue lanzada por UA el 30 de octubre de ese año.
En el momento del estreno de la película, un crítico de cine de The Chicago Tribune escribió: «Me casé con una bruja es extraña pero seductora. Bajo la dirección delicadamente absurda de René Clair, se desencadena una historia de brujería moderna, como no se ha visto en cualquier pantalla.» El crítico también calificó la actuación de Veronica Lake como «deliciosamente escandalosa y muy divertida».
La película fue lanzada en VHS por Warner Home Video en los Estados Unidos el 18 de julio de 1990. La película fue lanzada en DVD y Blu-ray por The Criterion Collection en los Estados Unidos el 8 de octubre de 2013.

## Premios
Roy Webb fue nominado por esta película al premio a la mejor banda sonora de una película dramática o comedia en la 15.ª edición de los Premios Óscar.